# Big Mouthfuls
Big Mouthfuls ist eine US-amerikanische Pornofilmreihe des Produktionsstudios Bangbros.com.
Von 2003 bis 2007 wurden zwölf Teile der Serie gedreht, nach einer Pause von vier Jahren folgten seit 2011 über zwanzig weitere Teile. Die einzelnen Szenen zeigen üblicherweise Paare und decken die ganze Vielfalt pornographischer Handlungen ab, wobei ein durchgängiges Element grundsätzlich der Oralverkehr ist, speziell das „Schlucken“ als Spielart der Fellatio.
Alle Teile der Serie wurden direkt auf DVD (Straight-to-DVD) veröffentlicht, einzelne Szenen teilweise auch auf der korrespondierenden, von 2003 bis 2009 mit Inhalten gepflegten  Website. Dort sind (neben mutmaßlichen Amateuren) zudem weitere Darstellerinnen wie Asa Akira, Kristina Rose, Eva Angelina oder Daisy Marie eingebunden.

## Rezeption
Zu einzelnen Folgen der Filmreihe existieren Rezensionen. Für den fünften Teil wurde beispielsweise hervorgehoben, dass die Bildqualität sehr gut sei, die Darstellungen sehr klar gezeigt würden und nur wenige Stellen eine schlechte Beleuchtung oder eine unruhige Kameraführung hätten. Die Szene mit Tory Lane hätte einen langweiligen Einstiegsdialog, der Sex wäre aber „ziemlich aufregend“ („fairly exciting“). Bei Anetta Keys war dem Rezensenten das Tempo etwas zu langsam.
Im Vergleich dazu wurde die Bildqualität für den sechsten Teil lediglich als „adäquat“ bezeichnet, aber dahingehend als passend bezeichnet, da die Aufnahmen mit einer Handkamera dem Anspruch genügten, das Gefühl eines „Homevideo“ zu vermitteln. Zudem störte den Kritiker, dass die Darsteller im Kern nur ein „Stöhnen und Wimmern (mit Ausnahme von ein paar Zeilen Text während der Action)“ von sich gäben. Vor diesem Hintergrund wurden die Teile explizit dem Subgenre Gonzo zugeordnet.
In der Eröffnungsszene des siebten Teils erkannte der Rezensent „viel Chemie“ („a lot of chemistry“) zwischen Jasmine Byrne und ihrem männlichen Drehpartner. In der Schlusssequenz der zweiten Szene mit Jenaveve Jolie wurde der „schwache Cumshot“ bemängelt, bei Alektra Blue ihr Augenkontakt mit der Kamera und ihr Dirty Talk als „anreichernd“ („spice things up“) gelobt. Der abschließende, rund 20 Minuten dauernde Teil mit Taylor Rain erhielt dagegen das vergleichsweise lapidare Verdikt „solide Szene“.
Während für die sechste Auflage das Bonusmaterial der DVD (kurze Trailer sowie Outtakes) noch Gegenstand der Kritik waren, enthielt die achte Auflage eine „fabelhafte Sammlung von Extras“ („fabulous collections of extras“). Die gemeinsame Szene von Jenna Presley und Trina Michaels, welche mit Snowballing zwischen den beiden endet, ist eine der wenigen in der Filmreihe, die einen sogenannten flotten Dreier zeigt.
Vergleichbare Rezension gibt es auch für die Teile 10, 11 und 12.

## Darsteller
- Big Mouthfuls 1 (2003): Anastasia Christ, Chloe, Lenka Gaborova (als Donna), Janet Peron, Nancy Sweet, Carrie Cruise (als Victoria), Robert Rosenberg
- Big Mouthfuls 2 (2004): Jane Darling, Janet Alfano, Karma, Romana (als Kirsty), Simona Sun, Veronica Vanoza, Robert Rosenberg, Ramon
- Big Mouthfuls 3 (2004): Daria Glower, Nella (als Jackie), Helena F. (als Joanna), Kristina Blonde, Yessica T. (als Millie), Sandy Style, Ramon
- Big Mouthfuls 4 (2004): Anita Queen (als Alexandra), Hanna Francis, Krystal De Boor, Laura Lion, Lea de Mae, Mimi, Robert Rosenberg, Ramon
- Big Mouthfuls 5 (2004): Kylie Rey, Nadia, Anetta Keys (als Sunny), Tory Lane, Veronika Raquel, Tera Joy, Nicholas Taylor, Preston Parker, Ramon, Alex Gonz, Justin Max
- Big Mouthfuls 6 (2005): Sativa Rose, Rogue, Baylie, Colleen, Nicole, Angel
- Big Mouthfuls 7 (2005): Alektra Blue, Bianca Pureheart, Jasmine Byrne, Jenaveve Jolie, Stephanie Renee (als Sedona), Taylor Rain, Preston Parker
- Big Mouthfuls 8 (2005): Honey Lee, Jenna Presley, Naomi, Riley Mason, Tiffany Rayne, Trina Michaels, Venus
- Big Mouthfuls 9 (2006): Cherrie Rose, Jersey Jaxin, Jessi Summers, Kelly Wells
- Big Mouthfuls 10 (2006): Holly Wellin, Jayna Oso, Lacie Heart, Marie Luv, Megan Joy, Nadia Nitro
- Big Mouthfuls 11 (2006): Courtney Simpson, Jessi Summers, Mia Bangg, Naomi, Sasha Knox, Preston Parker
- Big Mouthfuls 12 (2007): Ashlynn Brooke, Ava Miller, Franchezca Valentina, Nikki Nievez, Paulina James, Sunny Lane, Preston Parker
- Big Mouthfuls 13 (2011): Daniela Diamond, Kaylee Hilton, Shay Golden, Sophia Sutra, Vicki Chase, Buddy Davis, Max Cartel, Mike Adriano, Mirko
- Big Mouthfuls 14 (2012): Alyana Cassidy, Veronica Rodriguez, Kriselle, Lea, Natalie Norton
- Big Mouthfuls 15 (2012): Alisa Ford, Casi James, Madison Chandler, Piper Mills, Shawna Hill
- Big Mouthfuls 16 (2012): Alana Lace, Alexis Grace, Arial Rose, Ashley Storm, Christy Mack
- Big Mouthfuls 17 (2012): Dillion Harper, J.C. Simpson, Jandi Jenner, Jennifer Dark
- Big Mouthfuls 18 (2012): Bella Sianna, Kelly Bundii (als Eva Cole), Jodi Taylor, Kennedy Leigh, Melissa Moore
- Big Mouthfuls 19 (2013): Alexis Paige, Anastasia Morna, Ashli Orion, Emily Kaie, Mila Treasure
- Big Mouthfuls 20 (2013): Casana Lei, Michele, Sierra Sanders,  Staci Ellis, Stacie Jaxxx, Brick Danger, Bruno Dickems, Mirko, Tony Rubino
- Big Mouthfuls 21 (2013): Jynx Maze, Pocahontas Jones, Zoey Monroe, Elisa
- Big Mouthfuls 22 (2013): Dillion Harper, Karmen Karma, Alexa Jaymes (als Lola Milano), Luna Star, Nina Lopez
- Big Mouthfuls 23 (2013): Adriana Lynn, Cadence Lux, Chloe Amour, Emily Austin, Trinity St. Clair
- Big Mouthfuls 24 (2013): Alby Rydes, Alina Li, Ariana Marie, Jamie Jackson, Whitney Westgate
- Big Mouthfuls 25 (2014): Dixie Belle, Evilyn Fierce, Kravanna Star, Riley Reid, Sara Luvv
- Big Mouthfuls 26 (2014): Aaliyah Love, Aubreigh Lynne, Casi James, India Summer, Maddy O’Reilly
- Big Mouthfuls 27 (2014): Allie Haze, Ashley Fires, Christie Stevens, Assh Lee (als Clara Gold), Veronica Rodriguez, Clover, Jessy Jones, Sean Lawless, Xander Corvus
- Big Mouthfuls 28 (2014): Ava Taylor, Katie St. Ives, Keisha Grey, Linda Sweet, Marina Angel
- Big Mouthfuls 29 (2014): Brook Ultra, Destiny Dixon, Haley Cummings, Natalia Starr
- Big Mouthfuls 30 (2014): Carter Cruise, Cherry Lane, Kenna Kane, Aliysa Moore (als Leihla Leionni), Nadia Nicole, Tony Rubino, Xander Corvus
- Big Mouthfuls 31 (2015): Kodi Gamble, Whitney Grace, Brooklyn Dayne, Jaelyn Fox, Vanessa Cage
- Big Mouthfuls 32 (2015): Lexi Belle, Candace Cage, Lindy Lane, Courtney Page, Taylor Rae
- Big Mouthfuls 33 (2015): Daisy Summers, Ivy Winters, Keiyra Lina, Courtney Cummz, Destiny Dixon
- Big Mouthfuls 34 (2016): Aaliyah Grey, Abigail Mac, Alanah Rae, Kortney Kane, Olivia Austin, Chris Strokes, Danny Mountain, Tony Rubino
- Big Mouthfuls 35 (2017): Abigail Mac, Anna Polina, Lizz Tayler, Macy Cartel, Staci Doll
- Big Mouthfuls 36 (2018): Lizzie Tucker, Adriana Lynn, Parker Page, Alicia Tease, Janelle James
- Big Mouthfuls 37 (2018): Jessa Rhodes, Brandi Love, Sophia Leone, Keisha Grey, Luna Star